# Château de Grandchamp-le-Château
Le château de Grandchamp est une demeure qui se dresse sur le territoire de la commune française de Grandchamp-le-Château dans le département du Calvados, en région Normandie. L'édifice est partiellement protégé aux monuments historiques.

## Localisation
Le château est situé au nord-est de la commune de Grandchamp-le-Château, dans le département français du Calvados.

## Historique
Au XIVe siècle, Grandchamp à pour seigneur Jean Barate, et au XVe siècle Jean d'Anesy.
Au XVIe siècle, la famille Le Prévost est en possession du fief. Elle le conservera pendant trois siècles. On trouve Nicolas II Le Prévost comme seigneur de Grandchamp et de Mirebel, et son fils, Richard le Prévost, qui vivait au début du XVIIIe siècle, était titré marquis de Saint-Julien et seigneur de Grandchamp et d'autres lieux.
Le domaine échoit à la famille de Montault qu'elle conservera pendant plus d'un siècle, à la suite du mariage, en 1760, de l'héritière, Marie Le Prévost avec Armand de Montault, seigneur, baron de Castelnau, d'Arbieu et de Quinzac.
Au XIXe siècle, le château est acquis par la famille Lebourgeois.

## Description
Le château de Grandchamp a la particularité d'avoir un corps de logis classique, en brique et pierre, qui est accolé à un gros pavillon en colombage remontant aux XVe et XVIe siècles. Les tuileaux entre les poutres de bois dessinent des motifs très variés.
À l'intérieur, la cheminée de la grande salle a été peinte, vers 1600, pour Nicolas Le Prévost,

## Protection
Au titre des monuments historiques :
- les façades, la toiture, l'escalier du corps de bâtiment en pans de bois du château, et la cheminée peinte à l'intérieur de ce bâtiment sont classés par arrêté du 12 octobre 1922 ;
- les façades et toitures du bâtiment en pierre et brique faisant suite au bâtiment en pans de bois déjà classé sont inscrites par arrêté du 10 octobre 1960.